# O fantu z mačko
O fantu z mačko je slovenska ljudska pravljica. Jana Unuk jo je izbrala in jo uvrstila v knjigo Slovenske pravljice. Knjiga je izšla leta 2002 v okviru zbirke pri Novi reviji. Spremno besedilo je napisal Niko Grafenauer, ilustracije pa je narisal Rudi Skočir.

## Interpretacija zgodbe
Nekoč je živel oče, ki je imel tri sinove. Za dediščino jim je zapisal eno hišo, en polovnjak vina, mačko, koso, srp in enega bika. Ko je oče umrl, so si sinovi to začeli deliti. Pričeli so z vinom. Starejša brata sta se delala norca iz mlajšega in sta določila da bo zabil svojo pipo najnižje v polovnjak, onadva pa višje, ker sta mislila, da bo zgoraj čisto vino, spodaj pa drožje. A ko je mlajši brat legel pod pipo in jo odprl, se je drožje dvignilo, vino pa je priteklo na dno. Ko je popil vse vino, je rekel da ima dovolj in se umaknil bratoma, katerima ni ostalo nič. Ker sta bila nanj jezna, sta zvečer določila da bo spal na sredini postelje, ker sta mislila da bo zmrznil. Nanj sta zmetala vso odejo. Ponoči pa je bilo najmlajšemu zelo vroče, starejša brata pa sta zmrzovala. Naslednji dan pa so si razdelili še ostalo dediščino. Najstarejši je vzel koso, srednji brat srp, najmlajšemu pa je ostala mačka. Brata sta ga zasmehovala, češ kaj mu bo mačka pomagala.
Odšli so po svetu, da bi zaslužili nekaj denarja. Najstarejši je pokosil travnik v eni uri, v zameno pa je dobil 100 rajnišev, koso pa je moral pustiti tam. Čez nekaj časa je srednji brat v eni uri požel njivo in dobil 200 rajnišev, a tudi on je svoj srp pustil tam. Bratje so odšli dalje in prišli do gostilne, kjer so imeli probleme z mišmi. Krčmarju je za 600 rajnišev prodal mačka, kateri je takoj polovil vse miške. Ko se je najedla, se je stisnila k mlajšemu bratu in zadovoljno predla: vrban, vrban, vrban. Ker se je krčmar imenoval Vrban, se je tega ustrašil. Ukazal je, naj požgejo hišo z mačko vred. Maček se je ustrašil ognja, skočil skozi slamo in se vrnil do najmlajšega brata.
Pot jih je pripeljala do gradu, kjer so vprašali kaj delajo pri njih hlapci. Grofica jim odvrne, da varujejo grofa, da ga ne pojedo miši. Mlajši brat jo vpraša, koliko mu plačajo, če jim da stvar ki bi to delala namesto hlapcev. Za 600 rajnišev je zamenjal mačko. Naglušni hlapec ga vpraša kaj maček je, brat mu odgovori: »Vse kar dobi.«. Hlapec pa razume: »Konje in ljudi.« Grofica se ustraši in požene mačka iz gradu, kateri se spet vrne k svojemu pravemu gospodarju.
Bratje so odšli domov in se zmenili da bo vsak zgradil svoj hlev. V katerega bo odšel bik, tisti brat ga bo imel. Starejša dva sta zgradila lepa hleva, najmlajši pa uto iz vej. Ker se je bik ustrašil lepih hlevov je odšel v najpreprostejšega. 
Sedaj se je mlajši brat oženil, druga dva pa sta mu bila nevoščljiva. zato sta mu zažgala hišo. On ni rekel nič, pobral oglje in ga odnesel pred krčmo, kjer je glasno rekel da naj nihče ne gleda v vrečo, sicer se bo vsebina spremenila v oglje. Radovedni ljudje so pogledali notri in videli oglje. Ko je brat prišel ven in videl oglje, je začel tarnati. Ljudje so mu vrečo napolnili z zlatom  in srebrom. Ko sta brata videla koliko je dobil za oglje, sta si zažgala hiši in hotela prodati oglje, a ljudje so se jima samo smejali. Žalostna sta prišla domov, mlajši pa se jima je smejal. A ker je bil dobrega srca ju je vzel pod streho in ju preživljal do smrti.

## Predstavitev glavnih likov
Mlajši brat je pameten in zelo iznajdljiv. Iz vsake stvari zna izvleči najbolje. Z mačko, katero mu odstopita brada od očetove dediščine obogati, si sezida hišo ter se poroči. Brata sta na njegov uspeh zelo ljubosumna, toliko, da mu požgeta hišo. A njegova domišljija ne pozna meja, pobere oglje in zanj z zvijačo dobi celo vrečo zlata in srebra. Ima dobro srce, saj kljub vsem slabim stvarem, katere sta mu storila brata, še vedno poskrbi zanju in ju sprejme v hišo.
Starejša dva brata sta si zelo podobna. Skupaj delujeta proti najmlajšemu bratu. Želita dobiti čim več dediščine, navidez nekoristne stvari pa prepustita tretjemu bratu. Nista poročena in sta starejša možaka, ne več toliko postavna. Želita zaslužiti čim več denarja. Mislita, da sta iznajdljiva, a na koncu se izkažeta za ne inteligentni osebi.

## Nauk zgodbe
»Kdor drugemu jamo koplje, sam vanjo pade.«
Zgodba ima poučno vsebino. Starejša brata sta si želela vse boljše stvari, katere jim je oče zapustil, pridobiti zase. Mlajšemu bratu pa sta želela pustiti navidez neuporabne stvari. A vse se je zasukalo njemu v prid. Vino je bilo zaradi toka na dnu soda čisto, mačka mu je prislužila veliko denarja, bik se je zatekel v njegov skromen hotel, povrhu vsega pa se je še srečno poročil. Brata sta postala ljubosumna nanj in mu požgala hišo. Ker pa je bil najmlajši brat iznajdljiv, je z zvijačo dobil bogastvo. Na koncu pa je sledil preobrat. Situacija se je obrnila in onadva sta zaradi svoje naivnosti ostala brez vsega. Srce najmlajšega na njuno srečo ni imelo meja, zato ju je vzel pod streho, dobro pa je premagalo zlo.